# Rhaconotus striatus
Rhaconotus striatus är en stekelart som först beskrevs av Szepligeti 1911.  Rhaconotus striatus ingår i släktet Rhaconotus och familjen bracksteklar. Inga underarter finns listade i Catalogue of Life.